# Alcobaça (Portugal)
Pour les articles homonymes, voir Alcobaça.
Alcobaça est une municipalité (en portugais : concelho ou município) du Portugal, du district de Leiria située dans le sous-région de l'Ouest, dans la province de l'Estremadura, et l'Ouest et Vallée du Tage.

## Géographie
La cité-centre de la municipalité est traversée par la rivière Alcoa (pt) qui prend sa source à 7 km de la ville et qui est rejoint par la Baça (pt). L'Alcoa se prolonge après vers son embouchure au sud de Nazaré, également appelée Alcobaça. 
La municipalité est limitrophe :
- au nord, de Marinha Grande,
- à l'est, de Leiria, de Porto de Mós, de Santarém et de Rio Maior,
- au sud-ouest, de Caldas da Rainha,
- à l'ouest, de Nazaré, municipalité complètement enclavée entre Alcobaça et l'océan Atlantique.

La municipalité dispose en outre de deux façades maritimes, au nord-ouest et au sud-ouest, sur l'océan Atlantique.

## Démographie
| 1801  | 1849   | 1900   | 1930   | 1960   | 1981   | 1991   | 2001   | 2004   |
| ----- | ------ | ------ | ------ | ------ | ------ | ------ | ------ | ------ |
| 4 630 | 14 711 | 28 969 | 38 462 | 50 027 | 52 347 | 54 382 | 56 794 | 55 269 |

| 2011   | 2021   | - | - | - | - | - | - | - |
| ------ | ------ | - | - | - | - | - | - | - |
| 56 693 | 54 965 | - | - | - | - | - | - | - |

## Patrimoine
- le monastère d'Alcobaça, classé en 1989 par l'UNESCO dans la liste du patrimoine mondial.
- Ginjinha, liqueur fabriquée depuis 1930.
- Pilori d'Aljubarrota.

## Subdivisions
La municipalité d'Alcobaça groupe 18 paroisses (freguesia, en portugais) :
- Alcobaça : a rang de « cité » depuis 1995
- Alfeizerão
- Alpedriz
- Bárrio
- Benedita
- Cela
- Cós
- Évora de Alcobaça
- Maiorga
- Martingança
- Montes
- Pataias
- Prazeres de Aljubarrota
- São Martinho do Porto
- São Vicente de Aljubarrota
- Turquel
- Vestiaria
- Vimeiro

Le 12 juillet 2001, la freguesia de Moita, qui lui était jusque-là rattachée, a été transférée à la municipalité voisine de Marinha Grande.

## Galerie

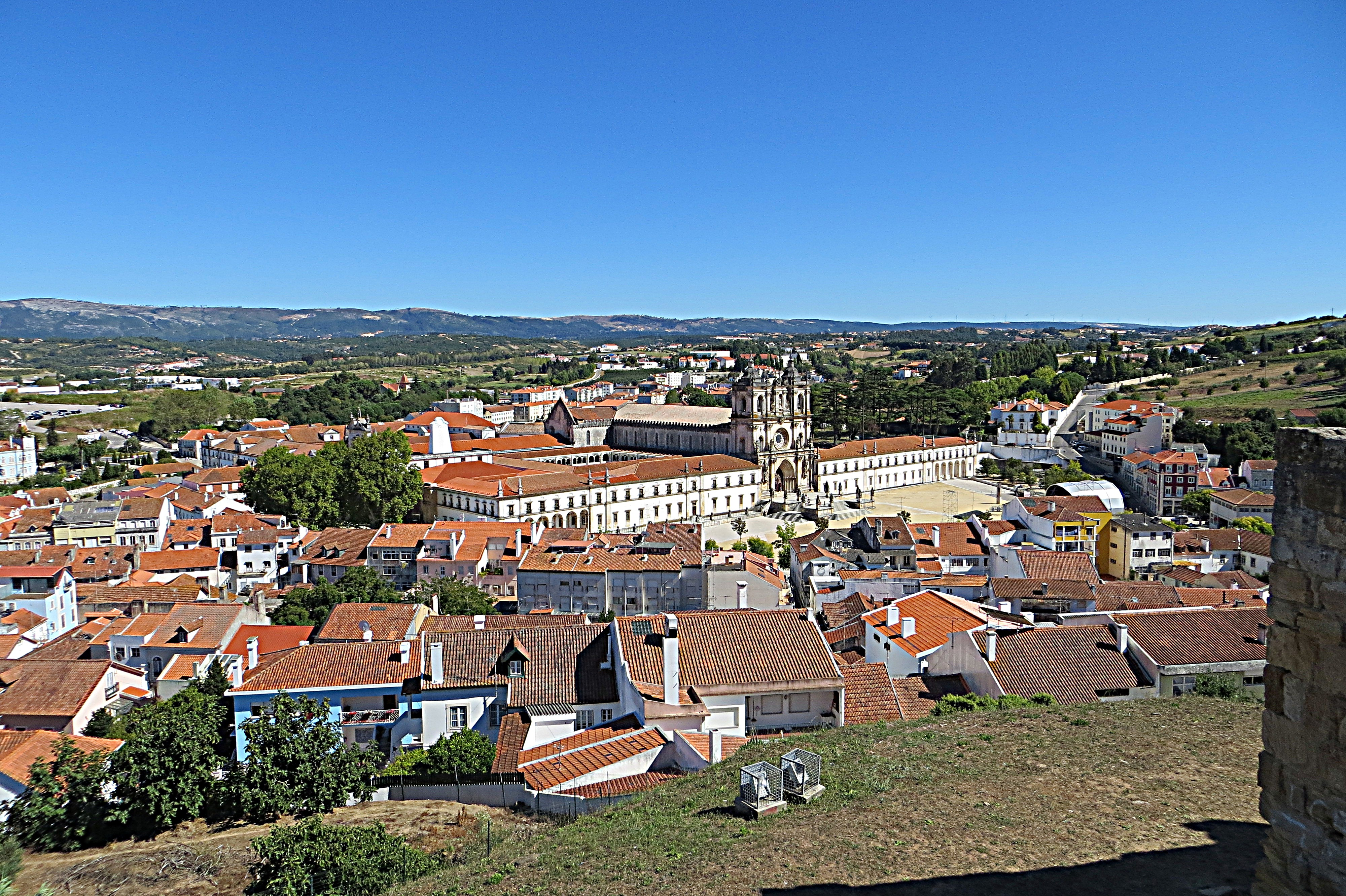
Vue générale du château.
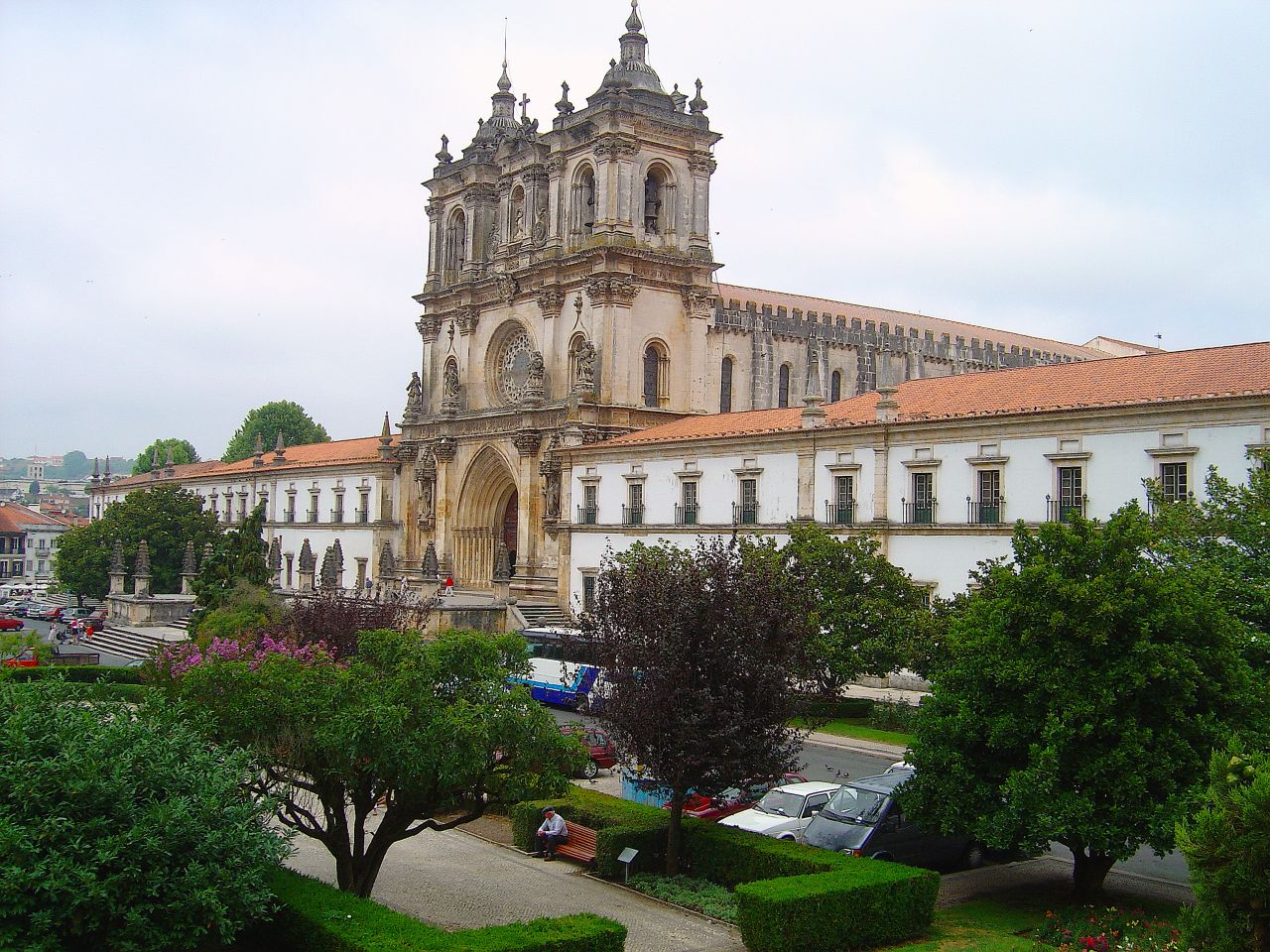
Monastère d'Alcobaça.
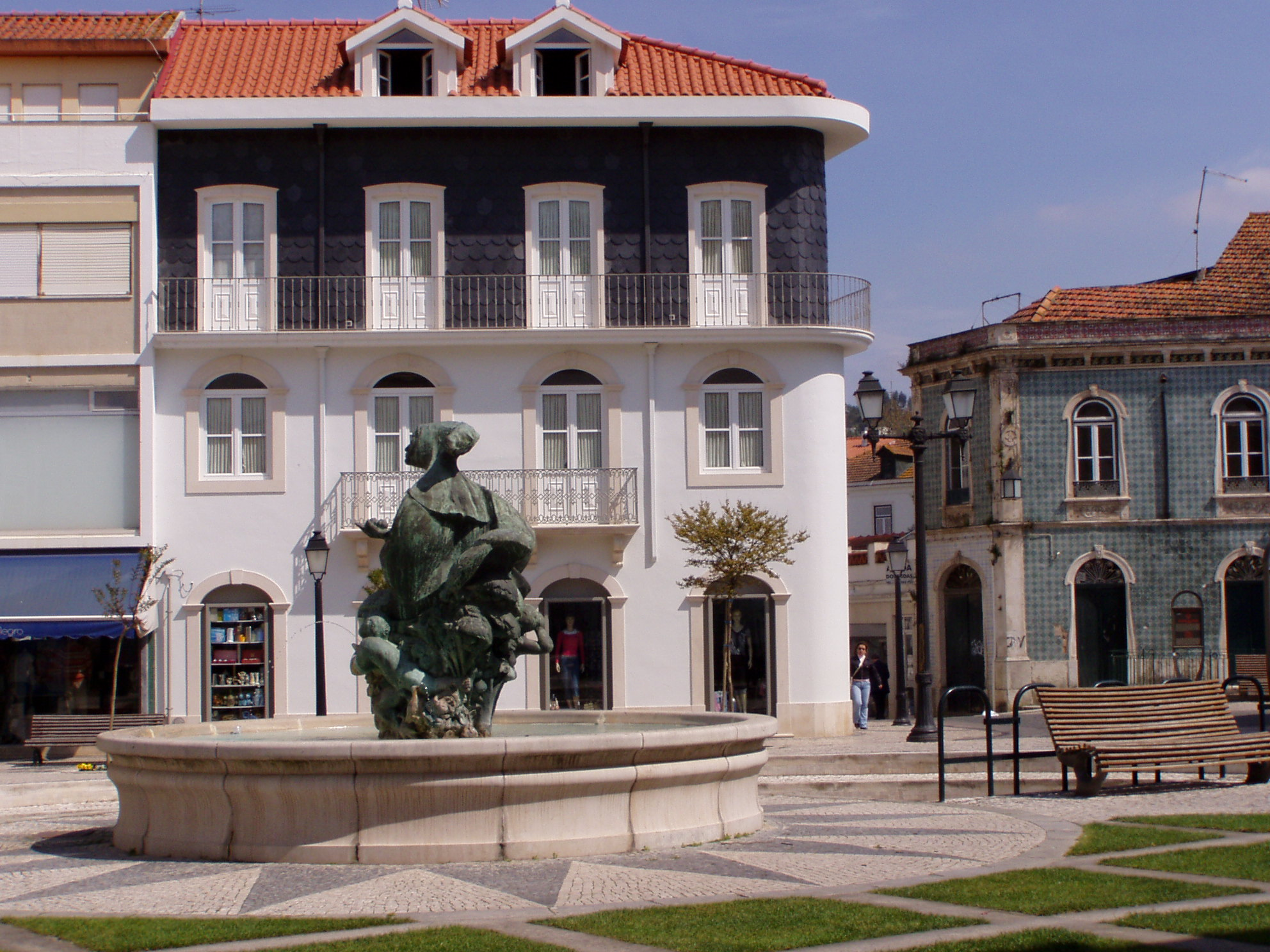
La place de la République.
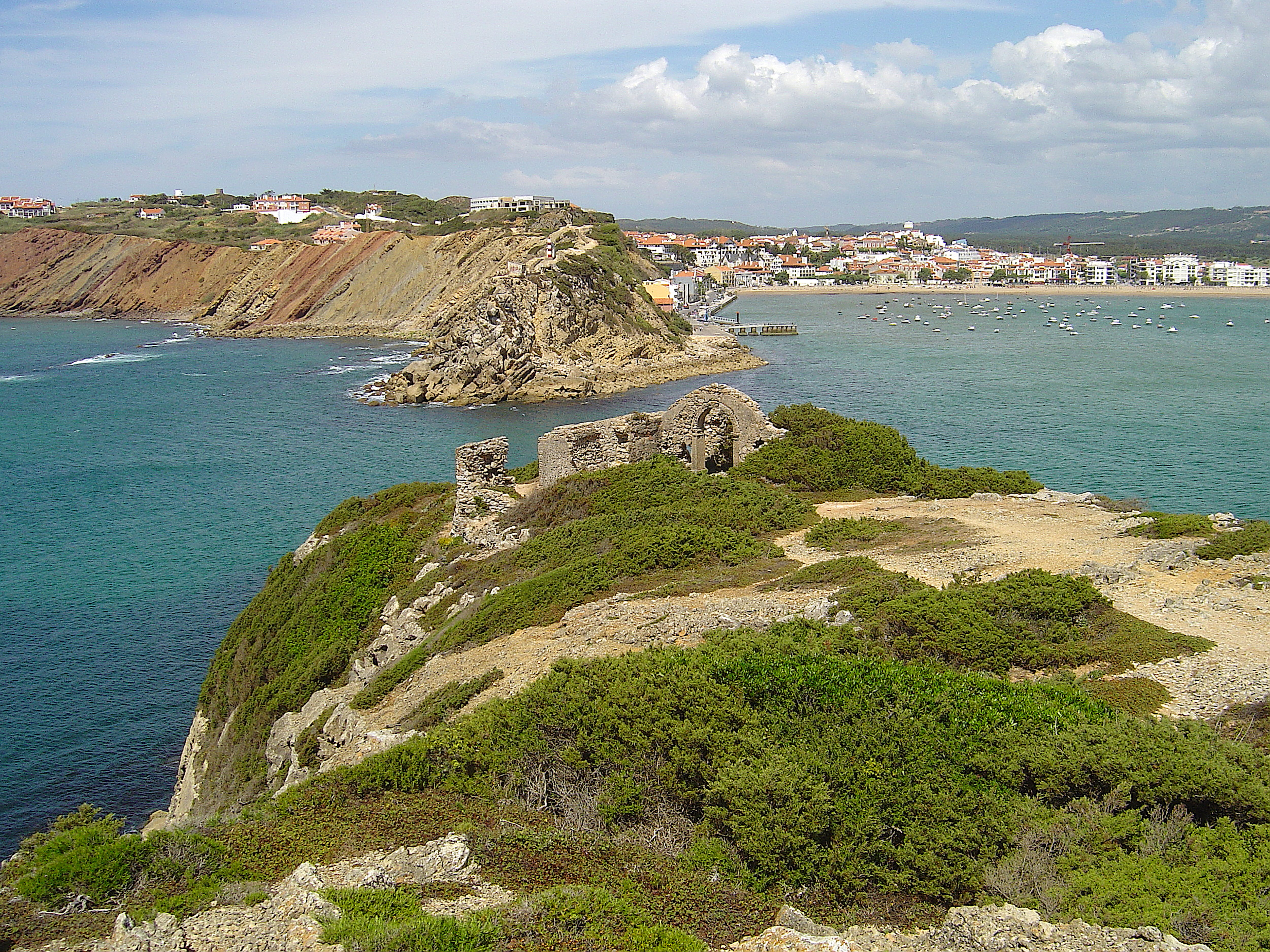
La baie de São Martinho.

## Jumelage
Alcobaça est jumelée avec la ville française d'Aubergenville.